# Клинтон, Генри (1730)
Генри Клинтон (англ. Henry Clinton; 16 апреля 1730, Ньюфаундленд, Канада — 23 декабря 1795, Лондон, Англия) — британский военный и государственный деятель, полный генерал (октябрь 1793 года). Сын адмирала Джорджа Клинтона (1686—1761), в 1741—1753 годах губернатора провинции Нью-Йорк.

## Биография
Военную службу начал в 1745 году лейтенантом ополчения колонии Нью-Йорк. В 1746 году получил чин капитана. Участвовал в войне короля Георга. В 1749 году, для продолжения военной карьеры, отправился в Англию. В 1751 году зачислен капитаном в Колдстримскую гвардию. Участвовал в Семилетней войне. В 1766—1779 — полковник (почётный командир) 12-го пехотного полка. В 1772 году произведён в генерал-майоры.
В 1772—1784 года был членом Палаты общин парламента Великобритании.
В 1776 году командирован в североамериканские колонии для подавления восстания колонистов. Отличился в сражении при Банкер-Хилле (17 июня 1775 года) и вскоре стал заместителем Главнокомандующего британскими войсками в Северной Америке генерала Уильяма Хау. За блестяще проведённое сражение на Лонг-Айленде (27 августа 1776 года), был произведён в генерал-лейтенанты и 11 апреля 1777 года награждён орденом Бани. После отъезда Хау в 1778 году в Европу, назначен главнокомандующим английских войск в Америке.
12 мая 1780 года, вместе с генералом Корнуоллисом, взял Чарльстон, но затем вернулся в Нью-Йорк, оставив Корнуоллиса одного, что стало причиной его поражения при Йорктауне (1781 год). В мае 1782 года снят с должности главнокомандующего. Для объяснения своих действий в Америке Клинтон опубликовал в 1783 году «Narrative», чем вызвал едкий ответ Корнуоллиса.
После войны был полковником 7-го драгунского полка. В октябре 1793 года получил чин полного генерала. В июле 1794 года назначен губернатором Гибралтара, но не успел вступить в должность: через год скончался в Лондоне, так и не прибыв в Гибралтар.

### Семья
12 февраля 1767 года женился на Гарриет Картер (умерла 29 августа 1772 года). В браке родилось пять детей: сыновья Фредерик (1767—1772), Уильям Генри (1769—1846), Генри (1771—1829), дочери Августа (1768) и Гарриет (1772).